# Hulta göl
Hulta göl är en sjö i Falkenbergs kommun i Västergötland och ingår i Ätrans huvudavrinningsområde.